# Seven de Hong Kong 2017
El Seven de Hong Kong 2017 fue la cuadragésima segunda edición del Seven de Hong Kong y la séptima etapa de la Serie Mundial de Rugby 7 2016-17. Se realizó entre los días 7 y 9 de abril de 2017 en el Hong Kong Stadium de Hong Kong.
Fiyi logró quedarse con el título ante Sudáfrica por 22 a 0 en la final. Por su parte, España se quedó con la única plaza del torneo clasificatorio para la Serie Mundial de Rugby 7 2017-18 al vencer en la final a Alemania por 12 a 7.

## Formato
Se dividen en cuatro grupos de cuatro equipos, cada grupo se resuelve con el sistema de todos contra todos a una sola ronda; la victoria otorga 3 puntos, el empate 2 y la derrota 1 punto.
Los dos equipos con más puntos en cada grupo avanzan a cuartos de final de la Copa de Oro. Los cuatro ganadores avanzan a semifinales de la Copa de Oro, y los cuatro perdedores a semifinales de la Copa de Plata.
Los dos equipos con menos puntos en cada grupo avanzan a cuartos de final de la Copa de Bronce. Los cuatro ganadores avanzan a semifinales de la Copa de Bronce, y los cuatro perdedores a semifinales de la Copa Shield.

## Equipos participantes
Como selección invitada se suma Corea del Sur al haber sido invitado por la World Rugby como el decimosexto equipo en Hong Kong.
| - Argentina - Australia - Canadá - Corea del Sur | - Escocia - Estados Unidos - Fiyi - Francia | - Gales - Inglaterra - Japón - Kenia | - Nueva Zelanda - Rusia - Samoa - Sudáfrica |

## Fase de grupos
- Todos los horarios corresponden al huso horario local: UTC+8.[3]

### Grupo A
| Pos | Países        | Pts | Partidos | Partidos | Partidos | Partidos | Tantos | Tantos | Tantos |
| Pos | Países        | Pts | J        | G        | E        | P        | PF     | PC     | DP     |
| --- | ------------- | --- | -------- | -------- | -------- | -------- | ------ | ------ | ------ |
| 1   | Australia     | 9   | 3        | 3        | 0        | 0        | 86     | 29     | 57     |
| 2   | Inglaterra    | 7   | 3        | 2        | 0        | 1        | 74     | 22     | 52     |
| 3   | Samoa         | 5   | 3        | 1        | 0        | 2        | 51     | 46     | 5      |
| 4   | Corea del Sur | 3   | 3        | 0        | 0        | 3        | 12     | 126    | -114   |

|  | Avanzan a cuartos de final. |

#### Resultados
| 7 de abril, 18:00 | Australia | 22 - 19 | Samoa | Hong Kong Stadium, Hong Kong |  |
|                   |           | Reporte |       |                              |  |

| 7 de abril, 18:22 | Inglaterra | 52 - 0  | Corea del Sur | Hong Kong Stadium, Hong Kong |  |
|                   |            | Reporte |               |                              |  |

| 8 de abril, 11:18 | Australia | 52 - 0  | Corea del Sur | Hong Kong Stadium, Hong Kong |  |
|                   |           | Reporte |               |                              |  |

| 8 de abril, 11:40 | Inglaterra | 12 - 10 | Samoa | Hong Kong Stadium, Hong Kong |  |
|                   |            | Reporte |       |                              |  |

| 8 de abril, 15:18 | Samoa | 22 - 12 | Corea del Sur | Hong Kong Stadium, Hong Kong |  |
|                   |       | Reporte |               |                              |  |

| 8 de abril, 15:40 | Inglaterra | 10 - 12 | Australia | Hong Kong Stadium, Hong Kong |  |
|                   |            | Reporte |           |                              |  |

### Grupo B
| Pos | Países    | Pts | Partidos | Partidos | Partidos | Partidos | Tantos | Tantos | Tantos |
| Pos | Países    | Pts | J        | G        | E        | P        | PF     | PC     | DP     |
| --- | --------- | --- | -------- | -------- | -------- | -------- | ------ | ------ | ------ |
| 1   | Sudáfrica | 9   | 3        | 3        | 0        | 0        | 78     | 27     | 51     |
| 2   | Canadá    | 7   | 3        | 2        | 0        | 1        | 52     | 54     | -2     |
| 3   | Kenia     | 5   | 3        | 1        | 0        | 2        | 53     | 64     | -11    |
| 4   | Francia   | 3   | 3        | 0        | 0        | 3        | 36     | 74     | -38    |

|  | Avanzan a cuartos de final. |

#### Resultados
| 7 de abril, 20:18 | Canadá | 17 - 14 | Kenia | Hong Kong Stadium, Hong Kong |  |
|                   |        | Reporte |       |                              |  |

| 7 de abril, 20:40 | Sudáfrica | 17 - 10 | Francia | Hong Kong Stadium, Hong Kong |  |
|                   |           | Reporte |         |                              |  |

| 8 de abril, 13:34 | Canadá | 28 - 14 | Francia | Hong Kong Stadium, Hong Kong |  |
|                   |        | Reporte |         |                              |  |

| 8 de abril, 13:56 | Sudáfrica | 35 - 10 | Kenia | Hong Kong Stadium, Hong Kong |  |
|                   |           | Reporte |       |                              |  |

| 8 de abril, 17:34 | Kenia | 29 - 12 | Francia | Hong Kong Stadium, Hong Kong |  |
|                   |       | Reporte |         |                              |  |

| 8 de abril, 17:56 | Sudáfrica | 26 - 7  | Canadá | Hong Kong Stadium, Hong Kong |  |
|                   |           | Reporte |        |                              |  |

### Grupo C
| Pos | Países        | Pts | Partidos | Partidos | Partidos | Partidos | Tantos | Tantos | Tantos |
| Pos | Países        | Pts | J        | G        | E        | P        | PF     | PC     | DP     |
| --- | ------------- | --- | -------- | -------- | -------- | -------- | ------ | ------ | ------ |
| 1   | Fiyi          | 8   | 3        | 2        | 1        | 0        | 70     | 31     | 39     |
| 2   | Nueva Zelanda | 7   | 3        | 2        | 0        | 1        | 73     | 38     | 35     |
| 3   | Gales         | 6   | 3        | 1        | 1        | 1        | 58     | 57     | 1      |
| 4   | Japón         | 3   | 3        | 0        | 0        | 3        | 35     | 110    | -75    |

|  | Avanzan a cuartos de final. |

#### Resultados
| 7 de abril, 19:32 | Nueva Zelanda | 19 - 7  | Gales | Hong Kong Stadium, Hong Kong |  |
|                   |               | Reporte |       |                              |  |

| 7 de abril, 19:54 | Fiyi | 36 - 0  | Japón | Hong Kong Stadium, Hong Kong |  |
|                   |      | Reporte |       |                              |  |

| 8 de abril, 12:50 | Nueva Zelanda | 40 - 14 | Japón | Hong Kong Stadium, Hong Kong |  |
|                   |               | Reporte |       |                              |  |

| 8 de abril, 13:12 | Fiyi | 17 - 17 | Gales | Hong Kong Stadium, Hong Kong |  |
|                   |      | Reporte |       |                              |  |

| 8 de abril, 16:48 | Gales | 34 - 21 | Japón | Hong Kong Stadium, Hong Kong |  |
|                   |       | Reporte |       |                              |  |

| 8 de abril, 17:12 | Fiyi | 17 - 14 | Nueva Zelanda | Hong Kong Stadium, Hong Kong |  |
|                   |      | Reporte |               |                              |  |

### Grupo D
| Pos | Países         | Pts | Partidos | Partidos | Partidos | Partidos | Tantos | Tantos | Tantos |
| Pos | Países         | Pts | J        | G        | E        | P        | PF     | PC     | DP     |
| --- | -------------- | --- | -------- | -------- | -------- | -------- | ------ | ------ | ------ |
| 1   | Estados Unidos | 9   | 3        | 3        | 0        | 0        | 66     | 26     | 40     |
| 2   | Argentina      | 7   | 3        | 2        | 0        | 1        | 44     | 59     | -15    |
| 3   | Rusia          | 5   | 3        | 1        | 0        | 2        | 33     | 36     | -3     |
| 4   | Escocia        | 3   | 3        | 0        | 0        | 3        | 33     | 55     | -22    |

|  | Avanzan a cuartos de final. |

#### Resultados
| 7 de abril, 18:44 | Argentina | 22 - 14 | Escocia | Hong Kong Stadium, Hong Kong |  |
|                   |           | Reporte |         |                              |  |

| 7 de abril, 19:08 | Estados Unidos | 14 - 7  | Rusia | Hong Kong Stadium, Hong Kong |  |
|                   |                | Reporte |       |                              |  |

| 8 de abril, 12:02 | Argentina | 17 - 12 | Rusia | Hong Kong Stadium, Hong Kong |  |
|                   |           | Reporte |       |                              |  |

| 8 de abril, 12:26 | Estados Unidos | 19 - 14 | Escocia | Hong Kong Stadium, Hong Kong |  |
|                   |                | Reporte |         |                              |  |

| 8 de abril, 16:02 | Escocia | 5 - 14  | Rusia | Hong Kong Stadium, Hong Kong |  |
|                   |         | Reporte |       |                              |  |

| 8 de abril, 16:24 | Estados Unidos | 33 - 5  | Argentina | Hong Kong Stadium, Hong Kong |  |
|                   |                | Reporte |           |                              |  |

## Etapa eliminatoria

### Copa de oro
|  | Cuartos de final | Cuartos de final | Cuartos de final |           |                | Semifinales    | Semifinales | Semifinales |           |              | Copa de oro    | Copa de oro    | Copa de oro |  |
|  |                  |                  |                  |           |                |                |             |             |           |              |                |                |             |  |
|  |                  |                  |                  |           |                |                |             |             |           |              |                |                |             |  |
|  | Australia        | Australia        | 21               |           |                |                |             |             |           |              |                |                |             |  |
|  | Australia        | Australia        | 21               |           |                |                |             |             |           |              |                |                |             |  |
|  | Argentina        | Argentina        | 12               |           |                |                |             |             |           |              |                |                |             |  |
|  | Argentina        | Argentina        | 12               |           | Australia      | Australia      | 12          |             |           |              |                |                |             |  |
|  |                  |                  |                  |           | Australia      | Australia      | 12          |             |           |              |                |                |             |  |
|  |                  |                  | Fiyi             | Fiyi      | 33             |                |             |             |           |              |                |                |             |  |
|  | Fiyi             | Fiyi             | Fiyi             | Fiyi      | 33             | 29             |             |             |           |              |                |                |             |  |
|  | Fiyi             | Fiyi             |                  |           |                |                |             |             |           |              |                |                |             |  |
|  | Canadá           | Canadá           | 12               |           |                |                |             |             |           |              |                |                |             |  |
|  | Canadá           | Canadá           | 12               |           |                |                |             |             |           | Fiyi         | Fiyi           | 22             |             |  |
|  |                  |                  |                  |           |                |                |             |             |           | Fiyi         | Fiyi           | 22             |             |  |
|  |                  |                  | Sudáfrica        | Sudáfrica | 0              |                |             |             |           |              |                |                |             |  |
|  | Estados Unidos   | Estados Unidos   | Sudáfrica        | Sudáfrica | 0              | 27             |             |             |           |              |                |                |             |  |
|  | Estados Unidos   | Estados Unidos   |                  |           |                |                |             |             |           |              |                |                |             |  |
|  | Inglaterra       | Inglaterra       | 7                |           |                |                |             |             |           |              |                |                |             |  |
|  | Inglaterra       | Inglaterra       | 7                |           | Estados Unidos | Estados Unidos | 24          |             |           | Tercer lugar | Tercer lugar   | Tercer lugar   |             |  |
|  |                  |                  |                  |           | Estados Unidos | Estados Unidos | 24          |             |           | Tercer lugar | Tercer lugar   | Tercer lugar   |             |  |
|  |                  |                  | Sudáfrica        | Sudáfrica | 29             |                |             |             |           |              |                |                |             |  |
|  | Sudáfrica        | Sudáfrica        | Sudáfrica        | Sudáfrica | 29             | 21             |             |             | Australia | Australia    | 26             |                |             |  |
|  | Sudáfrica        | Sudáfrica        |                  |           |                |                |             |             | Australia | Australia    | 26             |                |             |  |
|  | Nueva Zelanda    | Nueva Zelanda    | 19               |           |                |                |             |             |           |              | Estados Unidos | Estados Unidos | 19          |  |
|  | Nueva Zelanda    | Nueva Zelanda    | 19               |           |                |                |             |             |           |              | Estados Unidos | Estados Unidos | 19          |  |
|  |                  |                  |                  |           |                |                |             |             |           |              |                |                |             |  |

#### Cuartos de final
| 9 de abril, 10:58 | Australia | 21 - 12 | Argentina | Hong Kong Stadium, Hong Kong |  |
|                   |           | Reporte |           |                              |  |

| 9 de abril, 11:20 | Fiyi | 29 - 12 | Canadá | Hong Kong Stadium, Hong Kong |  |
|                   |      | Reporte |        |                              |  |

| 9 de abril, 11:42 | Estados Unidos | 27 - 7  | Inglaterra | Hong Kong Stadium, Hong Kong |  |
|                   |                | Reporte |            |                              |  |

| 9 de abril, 12:06 | Sudáfrica | 21 - 19 | Nueva Zelanda | Hong Kong Stadium, Hong Kong |  |
|                   |           | Reporte |               |                              |  |

#### Semifinales
| 9 de abril, 15:31 | Australia | 12 - 33 | Fiyi | Hong Kong Stadium, Hong Kong |  |
|                   |           | Reporte |      |                              |  |

| 9 de abril, 15:53 | Estados Unidos | 24 - 29 | Sudáfrica | Hong Kong Stadium, Hong Kong |  |
|                   |                | Reporte |           |                              |  |

#### Tercer puesto
| 9 de abril, 18:30 | Australia | 26 - 19 | Estados Unidos | Hong Kong Stadium, Hong Kong |  |
|                   |           | Reporte |                |                              |  |

#### Final
| 9 de abril, 19:00 | Fiyi | 22 - 0  | Sudáfrica | Hong Kong Stadium, Hong Kong |  |
|                   |      | Reporte |           |                              |  |

| Bandera de Fiyi        |
| Campeón Fiyi           |
| 1º título del circuito |

### Copa de plata
|  | Semifinales   | Semifinales   | Semifinales   |               |           | Copa de plata | Copa de plata | Copa de plata |  |
|  |               |               |               |               |           |               |               |               |  |
|  |               |               |               |               |           |               |               |               |  |
|  | Argentina     | Argentina     | 20            |               |           |               |               |               |  |
|  | Argentina     | Argentina     | 20            |               |           |               |               |               |  |
|  | Canadá        | Canadá        | 19            |               |           |               |               |               |  |
|  | Canadá        | Canadá        | 19            |               | Argentina | Argentina     | 7             |               |  |
|  |               |               |               |               | Argentina | Argentina     | 7             |               |  |
|  |               |               | Nueva Zelanda | Nueva Zelanda | 10        |               |               |               |  |
|  | Inglaterra    | Inglaterra    | Nueva Zelanda | Nueva Zelanda | 10        | 7             |               |               |  |
|  | Inglaterra    | Inglaterra    |               |               |           | 7             |               |               |  |
|  | Nueva Zelanda | Nueva Zelanda | 21            |               |           |               |               |               |  |
|  | Nueva Zelanda | Nueva Zelanda | 21            |               |           |               |               |               |  |
|  |               |               |               |               |           |               |               |               |  |

### Copa de bronce
|  | Eliminatoria  | Eliminatoria  | Eliminatoria |         |         | Semifinales | Semifinales | Semifinales |  |         | Copa de bronce | Copa de bronce | Copa de bronce |  |
|  |               |               |              |         |         |             |             |             |  |         |                |                |                |  |
|  |               |               |              |         |         |             |             |             |  |         |                |                |                |  |
|  | Samoa         | Samoa         | 21           |         |         |             |             |             |  |         |                |                |                |  |
|  | Samoa         | Samoa         | 21           |         |         |             |             |             |  |         |                |                |                |  |
|  | Escocia       | Escocia       | 26           |         |         |             |             |             |  |         |                |                |                |  |
|  | Escocia       | Escocia       | 26           |         | Escocia | Escocia     | 21          |             |  |         |                |                |                |  |
|  |               |               |              |         | Escocia | Escocia     | 21          |             |  |         |                |                |                |  |
|  |               |               | Francia      | Francia | 19      |             |             |             |  |         |                |                |                |  |
|  | Gales         | Gales         | Francia      | Francia | 19      | 21          |             |             |  |         |                |                |                |  |
|  | Gales         | Gales         |              |         |         |             |             |             |  |         |                |                |                |  |
|  | Francia       | Francia       | 28           |         |         |             |             |             |  |         |                |                |                |  |
|  | Francia       | Francia       | 28           |         |         |             |             |             |  | Escocia | Escocia        | 21             |                |  |
|  |               |               |              |         |         |             |             |             |  | Escocia | Escocia        | 21             |                |  |
|  |               |               | Kenia        | Kenia   | 19      |             |             |             |  |         |                |                |                |  |
|  | Rusia         | Rusia         | Kenia        | Kenia   | 19      | 43          |             |             |  |         |                |                |                |  |
|  | Rusia         | Rusia         |              |         |         |             |             |             |  |         |                |                |                |  |
|  | Corea del Sur | Corea del Sur | 0            |         |         |             |             |             |  |         |                |                |                |  |
|  | Corea del Sur | Corea del Sur | 0            |         | Rusia   | Rusia       | 5           |             |  |         |                |                |                |  |
|  |               |               |              |         | Rusia   | Rusia       | 5           |             |  |         |                |                |                |  |
|  |               |               | Kenia        | Kenia   | 24      |             |             |             |  |         |                |                |                |  |
|  | Kenia         | Kenia         | Kenia        | Kenia   | 24      | 24          |             |             |  |         |                |                |                |  |
|  | Kenia         | Kenia         |              |         |         |             |             |             |  |         |                |                |                |  |
|  | Japón         | Japón         | 17           |         |         |             |             |             |  |         |                |                |                |  |
|  | Japón         | Japón         | 17           |         |         |             |             |             |  |         |                |                |                |  |
|  |               |               |              |         |         |             |             |             |  |         |                |                |                |  |

### Copa shield
|  | Semifinales   | Semifinales   | Semifinales |       |       | Copa shield | Copa shield | Copa shield |  |
|  |               |               |             |       |       |             |             |             |  |
|  |               |               |             |       |       |             |             |             |  |
|  | Samoa         | Samoa         | 12          |       |       |             |             |             |  |
|  | Samoa         | Samoa         | 12          |       |       |             |             |             |  |
|  | Gales         | Gales         | 26          |       |       |             |             |             |  |
|  | Gales         | Gales         | 26          |       | Gales | Gales       | 21          |             |  |
|  |               |               |             |       | Gales | Gales       | 21          |             |  |
|  |               |               | Japón       | Japón | 28    |             |             |             |  |
|  | Corea del Sur | Corea del Sur | Japón       | Japón | 28    | 7           |             |             |  |
|  | Corea del Sur | Corea del Sur |             |       |       | 7           |             |             |  |
|  | Japón         | Japón         | 36          |       |       |             |             |             |  |
|  | Japón         | Japón         | 36          |       |       |             |             |             |  |
|  |               |               |             |       |       |             |             |             |  |

## Posiciones finales
| Pos               | Equipo         |
| ----------------- | -------------- |
| Medalla de oro    | Fiyi           |
| 2                 | Sudáfrica      |
| 3                 | Australia      |
| 4                 | Estados Unidos |
| Medalla de plata  | Nueva Zelanda  |
| 6                 | Argentina      |
| 7                 | Canadá         |
| 7                 | Inglaterra     |
| Medalla de bronce | Escocia        |
| 10                | Kenia          |
| 11                | Francia        |
| 11                | Rusia          |
| 13                | Japón          |
| 14                | Gales          |
| 15                | Samoa          |
| 15                | Corea del Sur  |

## Clasificatorio Serie Mundial 2017-18

### Formato
Se dividen en tres grupos de cuatro equipos, cada grupo se resuelve con el sistema de todos contra todos a una sola ronda; la victoria otorga 3 puntos, el empate 2 y la derrota 1 punto.
Los dos equipos con más puntos en cada grupo y los dos mejores terceros avanzan a cuartos de final.

### Equipos participantes
Clasificaron para este torneo los dos mejores equipos de cada continente salvo aquellos que ya participan en la serie mundial.
| - España - Alemania - Hong Kong - Sri Lanka | - Namibia - Uganda - Papúa Nueva Guinea - Tonga | - Guyana - Jamaica - Chile - Uruguay |

### Fase de grupos
- Todos los horarios corresponden al huso horario local: UTC+8.[5]

#### Grupo E
| Pos | Países   | Pts | Partidos | Partidos | Partidos | Partidos | Tantos | Tantos | Tantos |
| Pos | Países   | Pts | J        | G        | E        | P        | PF     | PC     | DP     |
| --- | -------- | --- | -------- | -------- | -------- | -------- | ------ | ------ | ------ |
| 1   | Alemania | 9   | 3        | 3        | 0        | 0        | 79     | 33     | 46     |
| 2   | Uganda   | 7   | 3        | 2        | 0        | 1        | 55     | 29     | 26     |
| 3   | Tonga    | 5   | 3        | 1        | 0        | 2        | 35     | 58     | -23    |
| 4   | Jamaica  | 3   | 3        | 0        | 0        | 3        | 22     | 71     | -49    |

|  | Avanzan a cuartos de final del clasificatorio. |

##### Resultados
| 7 de abril, 12:44 | Tonga | 0 - 29  | Uganda | Hong Kong Stadium, Hong Kong |  |
|                   |       | Reporte |        |                              |  |

| 7 de abril, 13:06 | Alemania | 31 - 12 | Jamaica | Hong Kong Stadium, Hong Kong |  |
|                   |          | Reporte |         |                              |  |

| 7 de abril, 15:40 | Tonga | 14 - 5  | Jamaica | Hong Kong Stadium, Hong Kong |  |
|                   |       | Reporte |         |                              |  |

| 7 de abril, 16:04 | Alemania | 24 - 0  | Uganda | Hong Kong Stadium, Hong Kong |  |
|                   |          | Reporte |        |                              |  |

| 8 de abril, 9:44 | Uganda | 26 - 5  | Jamaica | Hong Kong Stadium, Hong Kong |  |
|                  |        | Reporte |         |                              |  |

| 8 de abril, 10:06 | Alemania | 24 - 21 | Tonga | Hong Kong Stadium, Hong Kong |  |
|                   |          | Reporte |       |                              |  |

#### Grupo F
| Pos | Países    | Pts | Partidos | Partidos | Partidos | Partidos | Tantos | Tantos | Tantos |
| Pos | Países    | Pts | J        | G        | E        | P        | PF     | PC     | DP     |
| --- | --------- | --- | -------- | -------- | -------- | -------- | ------ | ------ | ------ |
| 1   | Chile     | 9   | 3        | 3        | 0        | 0        | 95     | 14     | 81     |
| 2   | Hong Kong | 7   | 3        | 2        | 0        | 1        | 53     | 43     | 10     |
| 3   | Namibia   | 5   | 3        | 1        | 0        | 2        | 47     | 62     | -15    |
| 4   | Sri Lanka | 3   | 3        | 0        | 0        | 3        | 19     | 95     | -76    |

|  | Avanzan a cuartos de final del clasificatorio. |

##### Resultados
| 7 de abril, 13:28 | Chile | 38 - 0  | Sri Lanka | Hong Kong Stadium, Hong Kong |  |
|                   |       | Reporte |           |                              |  |

| 7 de abril, 13:50 | Hong Kong | 22 - 7  | Namibia | Hong Kong Stadium, Hong Kong |  |
|                   |           | Reporte |         |                              |  |

| 7 de abril, 16:28 | Chile | 26 - 14 | Namibia | Hong Kong Stadium, Hong Kong |  |
|                   |       | Reporte |         |                              |  |

| 7 de abril, 16:50 | Hong Kong | 31 - 5  | Sri Lanka | Hong Kong Stadium, Hong Kong |  |
|                   |           | Reporte |           |                              |  |

| 8 de abril, 10:28 | Sri Lanka | 14 - 26 | Namibia | Hong Kong Stadium, Hong Kong |  |
|                   |           | Reporte |         |                              |  |

| 8 de abril, 10:50 | Hong Kong | 0 - 31  | Chile | Hong Kong Stadium, Hong Kong |  |
|                   |           | Reporte |       |                              |  |

#### Grupo G
| Pos | Países             | Pts | Partidos | Partidos | Partidos | Partidos | Tantos | Tantos | Tantos |
| Pos | Países             | Pts | J        | G        | E        | P        | PF     | PC     | DP     |
| --- | ------------------ | --- | -------- | -------- | -------- | -------- | ------ | ------ | ------ |
| 1   | España             | 9   | 3        | 3        | 0        | 0        | 98     | 5      | 93     |
| 2   | Papúa Nueva Guinea | 7   | 3        | 2        | 0        | 1        | 57     | 41     | 16     |
| 3   | Uruguay            | 5   | 3        | 1        | 0        | 2        | 71     | 76     | -5     |
| 4   | Guyana             | 3   | 3        | 0        | 0        | 3        | 24     | 128    | -104   |

|  | Avanzan a cuartos de final del clasificatorio. |

##### Resultados
| 7 de abril, 12:00 | Papúa Nueva Guinea | 26 - 21 | Uruguay | Hong Kong Stadium, Hong Kong |  |
|                   |                    | Reporte |         |                              |  |

| 7 de abril, 12:22 | España | 47 - 5  | Guyana | Hong Kong Stadium, Hong Kong |  |
|                   |        | Reporte |        |                              |  |

| 7 de abril, 14:56 | Papúa Nueva Guinea | 31 - 5  | Guyana | Hong Kong Stadium, Hong Kong |  |
|                   |                    | Reporte |        |                              |  |

| 7 de abril, 15:34 | España | 36 - 0  | Uruguay | Hong Kong Stadium, Hong Kong |  |
|                   |        | Reporte |         |                              |  |

| 8 de abril, 9:00 | Uruguay | 50 - 14 | Guyana | Hong Kong Stadium, Hong Kong |  |
|                  |         | Reporte |        |                              |  |

| 8 de abril, 9:22 | España | 15 - 0  | Papúa Nueva Guinea | Hong Kong Stadium, Hong Kong |  |
|                  |        | Reporte |                    |                              |  |

### Etapa eliminatoria

#### Fase final
|  | Cuartos de final clasificatorio | Cuartos de final clasificatorio | Cuartos de final clasificatorio |          |                    | Semifinales clasificatorio | Semifinales clasificatorio | Semifinales clasificatorio |  |          | Final clasificatorio | Final clasificatorio | Final clasificatorio |  |
|  |                                 |                                 |                                 |          |                    |                            |                            |                            |  |          |                      |                      |                      |  |
|  |                                 |                                 |                                 |          |                    |                            |                            |                            |  |          |                      |                      |                      |  |
|  | Chile                           | Chile                           | 21                              |          |                    |                            |                            |                            |  |          |                      |                      |                      |  |
|  | Chile                           | Chile                           | 21                              |          |                    |                            |                            |                            |  |          |                      |                      |                      |  |
|  | Uruguay                         | Uruguay                         | 12                              |          |                    |                            |                            |                            |  |          |                      |                      |                      |  |
|  | Uruguay                         | Uruguay                         | 12                              |          | Chile              | Chile                      | 7                          |                            |  |          |                      |                      |                      |  |
|  |                                 |                                 |                                 |          | Chile              | Chile                      | 7                          |                            |  |          |                      |                      |                      |  |
|  |                                 |                                 | Alemania                        | Alemania | 19                 |                            |                            |                            |  |          |                      |                      |                      |  |
|  | Alemania                        | Alemania                        | Alemania                        | Alemania | 19                 | 14                         |                            |                            |  |          |                      |                      |                      |  |
|  | Alemania                        | Alemania                        |                                 |          |                    |                            |                            |                            |  |          |                      |                      |                      |  |
|  | Hong Kong                       | Hong Kong                       | 7                               |          |                    |                            |                            |                            |  |          |                      |                      |                      |  |
|  | Hong Kong                       | Hong Kong                       | 7                               |          |                    |                            |                            |                            |  | Alemania | Alemania             | 7                    |                      |  |
|  |                                 |                                 |                                 |          |                    |                            |                            |                            |  | Alemania | Alemania             | 7                    |                      |  |
|  |                                 |                                 | España                          | España   | 12                 |                            |                            |                            |  |          |                      |                      |                      |  |
|  | Uganda                          | Uganda                          | España                          | España   | 12                 | 10                         |                            |                            |  |          |                      |                      |                      |  |
|  | Uganda                          | Uganda                          |                                 |          |                    |                            |                            |                            |  |          |                      |                      |                      |  |
|  | Papúa Nueva Guinea              | Papúa Nueva Guinea              | 14                              |          |                    |                            |                            |                            |  |          |                      |                      |                      |  |
|  | Papúa Nueva Guinea              | Papúa Nueva Guinea              | 14                              |          | Papúa Nueva Guinea | Papúa Nueva Guinea         | 12                         |                            |  |          |                      |                      |                      |  |
|  |                                 |                                 |                                 |          | Papúa Nueva Guinea | Papúa Nueva Guinea         | 12                         |                            |  |          |                      |                      |                      |  |
|  |                                 |                                 | España                          | España   | 21                 |                            |                            |                            |  |          |                      |                      |                      |  |
|  | España                          | España                          | España                          | España   | 21                 | 33                         |                            |                            |  |          |                      |                      |                      |  |
|  | España                          | España                          |                                 |          |                    |                            |                            |                            |  |          |                      |                      |                      |  |
|  | Namibia                         | Namibia                         | 0                               |          |                    |                            |                            |                            |  |          |                      |                      |                      |  |
|  | Namibia                         | Namibia                         | 0                               |          |                    |                            |                            |                            |  |          |                      |                      |                      |  |
|  |                                 |                                 |                                 |          |                    |                            |                            |                            |  |          |                      |                      |                      |  |

##### Cuartos de final clasificatorio
| 8 de abril, 18:20 | Chile | 21 - 12 | Uruguay | Hong Kong Stadium, Hong Kong |  |
|                   |       | Reporte |         |                              |  |

| 8 de abril, 18:44 | Alemania | 14 - 7  | Hong Kong | Hong Kong Stadium, Hong Kong |  |
|                   |          | Reporte |           |                              |  |

| 8 de abril, 19:06 | Uganda | 10 - 14 | Papúa Nueva Guinea | Hong Kong Stadium, Hong Kong |  |
|                   |        | Reporte |                    |                              |  |

| 8 de abril, 19:28 | España | 33 - 0  | Namibia | Hong Kong Stadium, Hong Kong |  |
|                   |        | Reporte |         |                              |  |

##### Semifinales clasificatorio
| 9 de abril, 12:30 | Chile | 7 - 19  | Alemania | Hong Kong Stadium, Hong Kong |  |
|                   |       | Reporte |          |                              |  |

| 9 de abril, 12:52 | Papúa Nueva Guinea | 12 - 21 | España | Hong Kong Stadium, Hong Kong |  |
|                   |                    | Reporte |        |                              |  |

##### Final clasificatorio
| 9 de abril, 16:30 | Alemania | 7 - 12  | España | Hong Kong Stadium, Hong Kong |  |
|                   |          | Reporte |        |                              |  |

| Bandera de España                           |
| Clasificado a la serie mundial 17-18 España |